# Oscar Geier
Oscar Geier (n. 19 august 1882, Zürich, cantonul Zürich, Elveția – d. 5 noiembrie 1942, Mountain Lakes⁠(d), New Jersey, SUA) a fost un bober ce a reprezentat Elveția, medaliat olimpic. A participat la o ediție a Jocurilor Olimpice (1932) în care a câștigat o medalie de argint.

## Participări
Lista de mai jos prezintă principalele competiții la care a participat Oscar Geier de-a lungul carierei.
- bobsleigh at the 1932 Winter Olympics – two-man[*]